# Shawnelle Scott
Shawnelle Scott, (Nueva York, Nueva York, 16 de junio de 1972) es un exjugador de baloncesto estadounidense. Con 2,08 de estatura, su puesto natural en la cancha era el de pívot. 

## Trayectoria

### Universidad
Disputó cuatro temporadas con los Red Storm de la universidad de St. John's (1990-1994).

### Profesional
Fue elegido en el Draft de la NBA de 1994 por Portland Trail Blazers pero no llegó a debutar, firmando por los Oklahoma City Cavalry de la CBA en 1994.
[actualizar]